# Tetraodon abei
Tetraodon abei és una espècie de peix de la família dels tetraodòntids i de l'ordre dels tetraodontiformes.

## Morfologia
- Els mascles poden assolir 10,3 cm de longitud total.[1]

## Hàbitat
És un peix d'aigua dolça, de clima tropical i demersal.

## Distribució geogràfica
Es troba a Àsia: conques dels rius Meklong, Chao Phraya i Mekong.

## Observacions
És inofensiu per als humans.